# José Namorado
José Luciano Nava Namorado (Sousel, 23 de maio de 1952 — , década de 1980) foi um nadador brasileiro. Nascido em Portugal, ele se naturalizou brasileiro.
Aos oito anos, sua família veio para o Brasil, morar na cidade de Campinas.
Morreu no inicio da década de 1980, deixando duas filhas, Fernanda e Natália.

## Trajetória esportiva
Namorado foi recordista brasileiro dos 200 metros nado livre, além de possuir seis recordes paulistas: 200 metros nado borboleta, 200 metros nado medley, 200 metros nado livre, 400 metros nado medley, 400 metros nado livre e 1500 metros nado livre.
Foi também recordista sul-americano dos 200 metros livre. Em 1973, ele bateu duas vezes o recorde sul-americano dos 400 metros livre.
Participou do Campeonato Mundial de Esportes Aquáticos de 1973 em Belgrado, o primeiro mundial de natação de todos, onde terminou em quinto lugar no revezamento dos 4x100 metros livre, junto com Ruy de Oliveira, José Aranha e James Huxley Adams; ele também terminou em 13º lugar nos 200 metros livre.Nos 400 metros livre, fez o tempo de 4m14s37, não chegando à final da prova. Além disso, ele também nadou o revezamento 4x200 metros livre, terminando em 11º lugar, com o mesmo time.
Na Universíade de 1973 em Moscou, Namorado ganhou uma medalha de bronze nos 400 metros livre, com o tempo de 4m12s74, e nos 4x200 metros livre, junto com José Aranha, James Huxley Adams e Alfredo Machado.
Nos Jogos Pan-Americanos de 1975 na Cidade do México, ganhou duas medalhas de bronze nos revezamentos 4x200 metros livre e nos 4x100 metros medley. Ele também terminou em oitavo lugar nos 100 metros livre. 